# Dvorec, Žrelec
Dvorec (nemško Schwarz) je naselje v Občini Žrelec v Okraju Celovec-dežela na Koroškem v Avstriji.